# Juan de Barroeta
Juan de Barroeta y Anguisolea – hiszpański malarz, jeden z najwybitniejszych baskijskich portrecistów.
Urodził się w Bilbao, sztuką zainteresował go ojciec, również malarz. W 1841 r. wyjechał do Madrytu aby studiować na Królewskiej Akademii Sztuk Pięknych św. Ferdynanda. Jego nauczycielem był Federico Madrazo, który miał znaczny wpływ na jego twórczość. W Madrycie poznał artystów takich jak Vicente Palmaroli i José Casado del Alisal. Po nieudanej próbie dostania się na Akademię Sztuki w Rzymie powrócił do Bilbao. W rodzinnym mieście był bardzo popularnym i uznawanym artystą, wielu przedstawicieli baskijskiej arystokracji zamawiało u niego portrety. Namalował portret króla Alfonsa XII podczas jego letniego pobytu w San Sebastian.
Zaangażował się również w politykę, sprzyjał liberalizmowi. Walczył w obronie Bilbao w czasie III wojny karlistowskiej.
Jego styl wyróżniał niemal fotograficzny realizm i oszczędność kolorów. Większość jego skatalogowanych dzieł (ponad 270 portretów) znajduje się w prywatnych kolekcjach. Niektóre z nich można również zobaczyć w Muzeum Sztuki w Bilbao.